# الأمثال السائرة من شعر المتنبي
الأمثال السائرة من شعر المتنبي كتاب لجمع الأمثال في أشعار أبي الطيب المتنبي، ألَّفه الصاحب بن عباد في القرن الرابع الهجري وقد حققه الشيخ محمد حسن آل ياسين، ونشرته مكتبة النهضة في بغداد عام 1976 م الموافق 1386 هـ.